# Lernadzor
Lernadzor (in armeno Լեռնաձոր) è un comune di 547 abitanti (2010) della Provincia di Syunik in Armenia.